# Tatort: Havarie
Havarie ist ein Fernsehfilm aus der Krimireihe Tatort, der vom Hessischen Rundfunk (HR) produziert und am 16. September 2001 im Programm Das Erste zum ersten Mal gesendet worden ist. Die 480. Tatort-Folge ist der 28. und zugleich letzte Fall des Kriminalhauptkommissars Edgar Brinkmann, verkörpert durch Karl-Heinz von Hassel.
Brinkmann ermittelt in einem Fall der Tötung eines angesehenen Geschäftsmannes, der in einen Versicherungsbetrug verwickelt war und privat ein zynisches und menschenverachtendes Gesicht zeigte.

## Handlung
Auf dem französischen Frachter „Marianna“ bricht ein Feuer aus und das Schiff sinkt. Die Mannschaft konnte gerettet werden, Schiff und Fracht sind ein Totalverlust.
Der Frachter hatte Hilfsgüter der Firma „Family of Man“ (FOM) an Bord, die mit insgesamt 15 Mio. DM versichert sind. Deren Chef, Prof. Windecker, scheint nicht sonderlich schockiert zu sein, doch die Ankündigung eines gewissen Löwberg, ihn zu besuchen, scheint ihn zu beunruhigen.
Windecker und Löwberg treffen sich, in dem Gespräch stellt sich heraus, dass die beiden alte Freunde waren und sich dann zerstritten haben. Windecker war schon immer geschäftlich erfolgreicher als Löwberg und hat die große Liebe von Löwberg, Amelie, geheiratet. Löwberg möchte Amelie sehen, Windecker spottet, dass er Glück haben müsse, wenn diese gerade mal nüchtern sei. Windecker selbst hat eine Affäre mit der Frau seines Sohnes Max.
Löwberg besucht unterdessen Amelie und findet sie depressiv und apathisch vor. Später wird Amelie von ihrem Sohn besucht, der ihr von der Affäre seines Vaters mit seiner Frau erzählt und sie beschwört, sich nicht alles von ihrem Mann gefallen zu lassen.
Windecker geht zum Golfen, wo er kurz darauf mit einem Golfschläger erschlagen wird. Amelie Windecker wirkt noch immer lethargisch, als Brinkmann ihr die Todesnachricht überbringt. Die Hausangestellte kann aussagen, dass Amelie depressiv ist und auch gestern die ganze Zeit zu Hause war. Anschließend sucht Brinkmann Windeckers Schwiegertochter Tatjana auf, die aussagt, dass sie und ihr Mann gemeinsam zur Tatzeit zu Hause gewesen waren.
Brinkmann findet im Hause Windecker auch Löwberg vor, der Amelie beisteht und sich als alten Freund der Familie vorstellt.
Dr. Kemmer, Windeckers Partner, schlägt Windeckers Sohn vor, er zahle ihm zwei Millionen D-Mark aus dem Deal mit dem Frachter, und dann tauche er unter, weil Kemmer kein Alibi besitzt. So hätten die Windeckers dann einen Mörder, den sie der Polizei präsentieren könnten. Windeckers Sohn lehnt ab, da er das Geld nicht hat. Die beiden treffen sich erneut, in einem Rohbau, dabei stürzt Dr. Kemmer im Fahrstuhlschacht in den Tod.
Unterdessen stellt Brinkmann fest, dass Amelie Windecker und Löwberg nach Marseille, wo Löwberg lebt, abgereist sind. Brinkmann bucht daraufhin ebenfalls einen Flug nach Marseille. Dort sucht er Löwbergs Wohnung auf. Amelie hält sich dort zwar auf, öffnet ihm aber nicht.
In einer engen Gasse in Marseille kann sich Brinkmann nur knapp vor einem Mordanschlag mit einem Auto retten. Am nächsten Tag wird Löwberg auf offener Straße gekidnappt und gezwungen, zu bewaffneten Unbekannten ins Auto zu steigen.
Brinkmann muss sich eines weiteren Mordanschlags erwehren, da der Taxifahrer, der ihn am Hotel abholt, versucht, ihn umzubringen.
Brinkmanns Assistent nimmt derweil Windecker jr. fest, da dieser Bonbons lutscht und auch Gesprächspartnern anbietet, und man in Kemmers Speiseröhre einen solchen Bonbon gefunden hat, obwohl er keine bei sich hatte. Das beweist, dass dieser mit Windecker jr. zusammen gewesen sein muss.
Brinkmann wird von seinem Verfolger aufgespürt, dieser verschwindet jedoch, als die französische Polizei auftaucht. Löwberg wird unterdessen vom Reeder des untergegangenen Frachters verhört. Löwberg teilt ihm mit, dass die deutsche Polizei lediglich den Mord an Windecker, nicht aber den Versicherungsbetrug wegen des untergegangenen Frachters aufklären will. Daraufhin lässt der Reeder Löwberg gehen.
Unterdessen erhält Brinkmann die Mitteilung, dass der Fall geklärt sei, weil Windecker jr. aussagt, dass Kemmer Windecker getötet hätte, was ihm auch geglaubt wird.
Brinkmann findet Amelie in einem Café in Marseille. Er teilt ihr mit, dass der Fall geklärt sei und ihr Sohn nur mit einer Bewährungsstrafe zu rechnen habe. Löwberg kommt hinzu, und Brinkmann lässt erkennen, dass er wisse, dass er Windecker getötet habe, aber er dieses Wissen für sich zu behalten beabsichtigt. Brinkmann wisse, was für ein zynischer und menschenverachtender Mensch Windecker war, und gönnt Löwberg und Amelie ein neues Leben. Brinkmann erzählt den beiden zudem, dass er in den Ruhestand geht und damit ohnehin bei der Polizei ausscheidet.

## Rezeption

### Einschaltquoten
Die Erstausstrahlung von Havarie am 16. September 2001 erreichte für Das Erste einen Marktanteil von 19,70 Prozent und wurde in Deutschland von 6,52 Millionen Zuschauern gesehen.

### Kritik
TV Spielfilm gibt den Daumen nach oben und bemerkte: „Sein letzter Fall kehrt das Beste des sonst drögen Brinkmann hervor.“